# オレたちベテラン軍
オレたちベテラン軍（オレたちベテランぐん）は、日本のプロレスのユニットである。

## 概要
2013年7月21日神戸ワールド記念ホール大会で帰ってきたベテラン軍メンバーの試合が全敗という結果を受け、7月22日の一夜明け会見で望月成晃がウィンドウズMGとの合体を発表して両ユニットは発展的解散となりオレたちベテラン軍が誕生した。
2014年11月6日ドラゴンゲート後楽園大会のメインでオレたちベテラン軍vsミレニアルズの解散コントラ送還マッチが行われ、ベテラン軍が敗れた事によりユニット解散となった。

## メンバー
- CIMA:結成～解散
- Gamma:結成～解散
- ドン・フジイ:結成～解散
- K-ness.:結成～解散
- スペル・シーサー:結成～解散
- 新井健一郎:結成～解散
- "ハリウッド"ストーカー市川:結成～解散

## サポートメンバー
- マグニチュード岸和田
- HUB
- TSUBASA

## 元メンバー
- 望月成晃:結成～2014年8月離脱
- ドラゴン・キッド:結成～2014年8月離脱

## タイトル歴
- オープン・ザ・ツインゲート統一タッグ王座

第28代：ドラゴン・キッド&K-ness.
（2013年8月30日獲得、2013年9月7日王座返上）
第33代：CIMA&Gamma
（2014年11月2日獲得/解散時防衛0回）
- オープン・ザ・トライアングルゲート王座

第43代：望月成晃&ドラゴン・キッド&K-ness.
（2013年8月19日獲得、2013年9月7日王座返上）
第50代：CIMA&ドン・フジイ&Gamma
（2014年10月9日獲得、2014年10月19日陥落）